# Claude-René Thibaut de Noblet de La Rochethulon
Claude-René-Marie-François Thibaut de Noblet, marquis de La Rochethulon (8 décembre 1749 à Thorigné - 27 juillet 1821 à Beaumont), est un général et homme politique français.

## Biographie
Fils de Claude-Philippe-Anne Thibaud de Noblet, comte de la Rochethulon, chevalier de Saint-Louis, capitaine de grenadiers au régiment de Picardie, seigneur de Beaudiment, etc., et d'Elisabeth-Françoise Ysoré d'Hervault de Pleumartin, il suivit, comme ses ancêtres, la carrière des armes. Il appartenait à une famille noble du Beaujolais fixée en Poitou par mariage, Pierre de la Rochethulon, mestre de camp de dragons, ayant épousé, en 1680, Marie de Lavardin de Beaumanoir qui lui apporta en dot le beau château de Beaudiment près Châtellerault (Vienne), résidence de la famille depuis la Révolution. 
Claude-René, aide de camp du marquis de Bussy, fit sous ses ordres la campagne des Indes, et se distingua à la bataille de Gondelour, où il commandait, avec le grade de colonel, l'aile droite de l'armée française et où il prit trois drapeaux et reçut trois blessures. Nommé chevalier de Saint-Louis, il devint inspecteur des bataillons de cipayes, troupes indigènes qu'il avait organisées. 
À son retour en France, il fut nommé colonel à la suite, avec survivance, du régiment de Poitou, et fut élu, en 1789, député suppléant de la noblesse du Beaujolais aux États généraux, sans être appelé à y siéger. 
Il émigra sous la Révolution, servit à l'armée de Condé, et vécut en Angleterre jusqu'au retour des Bourbons. Promu maréchal de camp le 12 août 1816, il avait été élu député le 22 août 1815, par le collège de département de la Vienne. Il vota avec la majorité de la Chambre introuvable, fut réélu député, le 4 octobre 1816, et ne cessa d'opiner avec la droite jusqu'en 1820. Il mourut l'année suivante.
Il est le grand-père de Emmanuel-Marie-Stanislas Thibaut de La Rochethulon.
Thibault-Noblet-Larochetulon (François-René), ex-noble, Vérosvres. Larochethulon n'avait pas seulement émigré, il s'était engagé sous les drapeaux de Condé J Attaché d'abord à l'état-major du comte de Narbonne-Fritzlar, il devint, en 1794, major au régiment de Cély à cocarde blanche. Il cessa de servir, le 31 décembre de la même année, et se rendit en Angleterre. Son nom avait reparu sur les listes de Rhône-et-Loire. Tous ses biens, situés sur les communes des Ardillats, Régnié et Lantignié, furent livrés aux enchères du 28 floréal an II (17 mai 1794) au 4 brumaire an V (24 novembre 1796).

## Distinctions
- Chevalier de l'ordre royal et militaire de Saint-Louis

## Sources
- « Claude-René Thibaut de Noblet de La Rochethulon », dans Adolphe Robert et Gaston Cougny, Dictionnaire des parlementaires français, Edgar Bourloton, 1889-1891 [détail de l’édition]